# آلفارا د کارلس
آلفارا د کارلس (به اسپانیایی: Alfara) یک منطقهٔ مسکونی در اسپانیا است که در Baix Ebre واقع شده‌است. آلفارا د کارلس دارای ۶۳٫۹ کیلومتر مربع مساحت و ۳۹۵ نفر جمعیت دارد.